# Pio Konta
Pio Konta (griego: Πιο κοντά; en español: Más Cerca) es el segundo álbum lanzado por el cantante griego Kostas Martakis, lanzado en Grecia y Chipre el 12 de noviembre de 2009 por Universal Music Grecia. El álbum tiene once canciones en total, incluyendo dos canciones en inglés. Cinco canciones fueron grabadas y producidas en los estudios de Lionheart en Estocolmo, Suecia el álbum fue certificado Oro después de cuatro días del lanzamiento, y fue más tarde certificado Platino.

## Producción
Kostas Martakis colaboró con el dúo sueco Holter/Erixson en cinco canciones para el álbum, que fueron grabadas y producidas en los estudios de Lionheart en Estocolmo, Suecia. Además de la pista del título y el sencillo "Pio Konta", Holter/Erixson también escribirón la versión en inglés de la canción titulada "Dance on Me (Dam-Dam)" que se incluye como bonus track, además de componer otras tres canciones dance en el álbum. "Diskola S'agapo Na" es producida por Holter/Erixson y Bobby Ljunggren, con la composición musical de Vasilis Vlahakis.
Kostas Martakis también colaboró con el dúo sinfónico en el dúo en inglés con la cantante búlgara Desi Slava titulado "Agapi Mou (Loving U)". Algunos compositores adicionales incluyen a Hristodoulos Siganos y Valentino con "Glyko Koritsi" y Papadopoulos Giorgos con "Giati", mientras que también han contribuido autores como, el griego Kostas Tournas con "Proti Mou Fora" y Petrakos Grigoris con "Kathe Proi".

## Lanzamiento
El lanzamiento dePio Konta fue el segundo álbum de estudio de Kostas Martakis. Lanzado el 12 de noviembre de 2009 en Grecia y Chipre, y es el primer álbum bajo el sello de Universal Music Grecia.
A partir de 2009, la campaña de promoción de Universal Music Grecia para presentar el nuevo álbum fue venderlos a través de los canales de distribución convencionales. Como resultado, el álbum fue lanzado en el presentación digipak con un precio de € 9,90, se destacó por ser la mitad del precio promedio de un álbum en el mercado griego. El lanzamiento físico se pueden adquirir en los quioscos puesto de periódicos, así como en puntos de venta tradicionales. Además de que en su primera semana de lanzamiento, se incluyó como un CD extra en la compra de la revista Tiletheatis. El álbum fue una vez más distribuido a través de los medios impresos al año siguiente en mayo de 2010, esta vez se incluye con el periódico Espresso News.

## Recepción de la crítica
Un sitio web de música popular chipriota, music.net.cy proclamó que Kostas Martakis elevó el nivel de la música pop griega, como las once canciones que tienen un sonido único bajo las actuales normas de la música griega de préstamo al hecho de que algunas de las canciones fueron producidas en Suecia. Llegaron a la conclusión de que Martakis está listo para conquistar la escena de la música popular griega, mientras que llamaron al álbum uno de los mejores álbumes griegos del pop de los últimos años.

## Promoción
En preparación para el lanzamiento del álbum, Martakis apareció en una serie de programas de televisión como "Mes Tin Kali Hara" (con Natalia Germanou) y "Kafes me tin Eleni" (con Eleni Menegaki) en Alpha Channel, así como fue entrevistado por Tatiana Stefanidou en "Na Axizi Para Deis" de ANT1, donde también canto algunas canciones del álbum. Martakis también apareció en Dromos FM el 12 de noviembre de 2009, en la estación canto sus nuevas canciones en el transcurso de la entrevista.
Para la temporada de invierno 2009-2010, Martakis aparecía semanalmente en el club Theatro junto a Nikos Kourkoulis y Iliadi Aggeliki en apoyo de Pio Konta.

## Lista de canciones
| N.º | Título                                                         | Letras                                           | Música                                           | Duración |  |
| 1.  | «Pote» (Ποτέ; Never)                                           | Tasos Vougiatzis                                 | Holter/Erixson                                   | 3:28     |  |
| 2.  | «Pio Konta» (Πιο κοντά; Even closer)                           | Vicky Gerothodorou                               | Holter/Erixson                                   | 3:12     |  |
| 3.  | «Kano Oti Thes» (Κάνω ότι θες; I do whatever you want)         | Nikos Gritsis                                    | Holter/Erixson                                   | 3:25     |  |
| 4.  | «Kathe Proi» (Κάθε πρωί; Every morning)                        | Grigoris Petrakos                                | Grigoris Petrakos                                | 3:09     |  |
| 5.  | «Proti Mou Fora» (Πρώτη μου φορά; My first time)               | Kostas Tournas                                   | Kostas Tournas                                   | 3:27     |  |
| 6.  | «Gliko Koritsi» (Γλυκό κορίτσι; Sweet girl)                    | Hristodoulos Siganos, Valentino                  | Hristodoulos Siganos                             | 3:27     |  |
| 7.  | «Giati» (Γιατί; Why)                                           | Giorgos Papadopoulos                             | Giorgos Papadopoulos                             | 3:07     |  |
| 8.  | «I Agapi Einai Edo» (Η αγάπη είναι εδώ; Love is here)          | Vicky Gerothodorou                               | Holter/Erixson                                   | 3:22     |  |
| 9.  | «Diskolo Na S' Agapo» (Δύσκολο να σ' αγαπώ; Hard to love you)  | Alexandra Zakka                                  | Vasilis Vlahakis                                 | 3:18     |  |
| 10. | «Agapi Mou (Loving U) [Feat. Desi Slava]» (Αγάπη μου; My love) | Symphonics (Boris Konstantinov, Sebastian Arman) | Symphonics (Boris Konstantinov, Sebastian Arman) | 3:58     |  |
| 11. | «Dance On Me (Dam-Dam)»                                        | Holter/Erixson                                   | Holter/Erixson                                   | 3:09     |  |

## Sencillos
- "Pio Konta"

Es el primer sencillo y la canción que le da título al álbum "Pio Konta" que fue lanzado como descarga digital el 30 de julio de 2009. El sencillo de música electrónica se convirtió en un éxito en la radio, superando varias charts de estaciones de radio. El sencillo también marca la primera colaboración de Martakis con el dúo de productores suecos Holter/Erixson. El video musical fue lanzado poco después el 5 de agosto de 2009, se estrenó en el canal oficial de Universal Music Grecia en Youtube. Dirigido por Dimitris Silvestrou, el video muestra a Martakis frente a una pantalla de vídeo gigante, junto con varios bailarines, cantando a una mujer parada frente a él. Una versión en inglés de la canción titulada "Dance On Me (Dam-Dam)" también se incluye en el álbum.
- "Gliko Koritsi"

El segundo sencillo, "Gliko Koritsi", fue lanzado como descarga digital el 5 de noviembre de 2009. Martakis había también presentado este sencillo en su aparición en "Tin Mes Kali Hara" en octubre. El sencillo no obtuvo Airplay sustanciales y en general Martakis no lo presentó durante las promociones para el álbum. El estilo de la canción es folk también es sustancialmente diferente de las otras canciones en el álbum.
- "Pote"

El tercer sencillo y el segundo vídeo musical, "Pote".
- "Agapi Mou (Loving You)"

El cuarto sencillo, "Agapi Mou" cuenta con un video musical junto a Desi Slava en Bulgaria. La canción fue lanzada también por Desi Slava en su país natal, Bulgaria, donde ganó popularidad.
- "Kano Oti Thes"

El quinto y último sencillo, "Kano Oti Thes" cuenta con un video musical dirigido por Konstantinos Rigos lanzado el 3 de junio de 2010.

## Equipo de producción
- Artemis Papagerakis – Fotógrafa
- Dimitris Giannetos – Presentación
- Fox design – Arte
- Mihalis Papathanasiou – Productor ejecutivo, Artists and Repertoire
- Nikos Eftaxias – Vestuario